# Minna Atherton
'Minna Atherton (Auchenflower, 17 mei 2000) is een Australische zwemster.

## Carrière
Bij haar internationale debuut, op de wereldkampioenschappen kortebaanzwemmen 2016 in Windsor, kwam Atherton tot de halve finales van de 100 meter rugslag en in de series van zowel de 50 als de 200 meter rugslag. Op de 4×50 meter wisselslag zwom ze samen met Jessica Hansen, Jemma Schlicht en Carla Buchanan in de series, in de finale eindigden Hansen en Buchanan samen met Emily Seebohm en Brittany Elmslie op de vijfde plaats.
Tijdens de Gemenebestspelen 2018 in Gold Coast werd de Australische uitgeschakeld in de halve finales van de 50 meter rugslag. Op de wereldkampioenschappen kortebaanzwemmen 2018 in Hangzhou veroverde ze de bronzen medaille op de 100 meter rugslag, daarnaast strandde ze in de series van de 200 meter rugslag. Samen met Holly Barratt, Emily Seebohm en Carla Buchanan sleepte ze de bronzen medaille in de wacht op de 4×50 meter vrije slag, op de 4×200 meter vrije slag legde ze samen met Ariarne Titmus, Carla Buchanan en Abbey Harkin beslag op de bronzen medaille. Samen met Jessica Hansen, Emily Seebohm en Holly Barratt eindigde ze als vijfde op de 4×50 meter wisselslag, op de 4×100 meter wisselslag werd ze samen met Jessica Hansen, Emily Seebohm en Ariarne Titmus gediskwalificeerd in de finale.
In Gwangju nam Atherton deel aan de wereldkampioenschappen zwemmen 2019. Op dit toernooi behaalde ze de zilveren medaille op de 100 meter rugslag, daarnaast eindigde ze als zesde op de 200 meter rugslag en werd ze uitgeschakeld in de series van de 50 meter rugslag. Samen met Jessica Hansen, Emma McKeon en Cate Campbell veroverde ze de zilveren medaille op de 4×100 meter wisselslag. Op de 4×100 meter wisselslag gemengd zwom ze samen met Matthew Wilson, Matthew Temple en Bronte Campbell in de series, in de finale werd Wilson samen met Mitch Larkin, Emma McKeon en Cate Campbell wereldkampioen. Voor haar aandeel in de series ontving Atherton eveneens de gouden medaille.

## Internationale toernooien
| Jaar | Olympische Spelen | WK langebaan                                                                                     | WK kortebaan | PanPacs       | Gemenebestspelen |
| ---- | ----------------- | ------------------------------------------------------------------------------------------------ | --- | ------------- | ---------------- |
| 2016 | geen deelname     |                                                                                                  | 18e 50m rugslag 15e 100m rugslag 11e 200m rugslag 5e 4×50m wisselslag Atherton zwom enkel de series                 |               |                  |
| 2017 |                   | geen deelname                                                                                    | |               |                  |
| 2018 |                   |                                                                                                  | 100m rugslag · 9e 200m rugslag · 4×50m vrije slag · 4×200m vrije slag · 5e 4×50m wisselslag · DSQ 4×100m wisselslag | geen deelname | 9e 50m rugslag   |
| 2019 |                   | 19e 50m rugslag · 100m rugslag · 6e 200m rugslag · 4×100m wisselslag · 4×100m wisselslag gemengd | |               |                  |

## Persoonlijke records
Bijgewerkt tot en met 13 april 2024
Kortebaan
| Afstand      | Tijd    | Datum           | Plaats    |
| ------------ | ------- | --------------- | --------- |
| 50m rugslag  | 26,23   | 28 oktober 2017 | Adelaide  |
| 100m rugslag | 54,89   | 27 oktober 2019 | Boedapest |
| 200m rugslag | 2.02,02 | 4 november 2018 | Beijing   |

Langebaan
| Afstand      | Tijd    | Datum           | Plaats   |
| ------------ | ------- | --------------- | -------- |
| 50m rugslag  | 27,49   | 7 februari 2016 | Brisbane |
| 100m rugslag | 58,60   | 22 juli 2019    | Gwangju  |
| 200m rugslag | 2.07,38 | 26 juli 2019    | Gwangju  |